# Carebara tahitiensis
Carebara tahitiensis is een mierensoort uit de onderfamilie van de Myrmicinae. De wetenschappelijke naam van de soort werd voor het eerst geldig gepubliceerd in 1936 door William Morton Wheeler.